# 哈莫尼鎮區 (印第安納州尤寧縣)
哈莫尼鎮區（英語：Harmony Township）是位於美國印第安納州尤寧縣的一個行政鎮區。

## 地方資料
根據2010年美國人口普查的數據，哈莫尼鎮區的面積為59.50平方千米，當中陸地面積為53.50平方千米，而水域面積為6.00平方千米。當地共有人口543人，而人口密度為每平方千米9.13人。

## 外部連結
- Indiana Township Association（页面存档备份，存于）
- United Township Association of Indiana（页面存档备份，存于）